# Walliswil bei Wangen
Walliswil bei Wangen är en ort och kommun i distriktet Oberaargau i kantonen Bern, Schweiz. Kommunen har 611 invånare (2023).
Walliswil bei Wangen ska inte förväxlas med grannkommunen på andra sidan floden Aare, Walliswil bei Niederbipp.